# Апостольский нунций в Кении
Апостольский нунций в Республике Кения — дипломатический представитель Святого Престола в Кении. Данный дипломатический пост занимает церковно-дипломатический представитель Ватикана в ранге посла. Апостольская нунциатура в Кении была учреждена на постоянной основе 18 марта 1996 года. Её резиденция находится в Найроби.
В настоящее время Апостольским нунцием в Кении является архиепископ Хубертус Матеус Мария ван Меген, назначенный Папой Франциском 16 февраля 2019 года.

## История
Апостольская делегатура Африки, с резиденцией в Момбасе, была учреждена 11 января 1930 года, бреве «Pastoralis officii» Папой Пием XI. Она обладала юрисдикцией в отношении всех африканских католических миссий, которые зависели от Священной Конгрегации Пропаганды Веры, за исключением миссий Южной Африки, Бельгийского Конго, Египта и Абиссинии (Эфиопии и Эритреи). Первый апостольский делегат был назначен 25 января 1930 года. 
2 января 1947 года в соответствии с декретом «Cum Apostolicae» Священной Конгрегации Пропаганды Веры, Апостольская делегатура Африки была переименована в Апостольскую делегатуру Западной и Восточной Британской Африки. 
3 октября 1959 года Апостольская делегатура приобрела новое название — Апостольская делегатура в Восточной Африки (или Найроби). 
27 октября 1965 года была учреждена Апостольская нунциатура в Кении, бреве «Quantum utilitatis» Папы Павла VI, и его держатель до 1996 года носил титул апостольского пронунция, а затем и апостольского нунция. С 2013 года апостольский нунций в Кении также занимает пост апостольского нунция в Южном Судане.

## Апостольские нунции в Кении

### Апостольские делегаты
- Артур Хинсли, титулярный архиепископ Сарди — (9 января 1930 — 25 марта 1934, в отставке);
- Антонио Рибери, титулярный архиепископ Дары — (13 августа 1934 — 1939 — назначен официалом Государственного секретариата Ватикана);
- Дэвид Мэтью, титулярный архиепископ Апамеи Киботоский — (20 февраля 1946 — 16 апреля 1954 — назначен военный викарием Великобритании);
- Джеймс Роберт Нокс, титулярный архиепископ Мелитене — (20 июля 1953 — 14 февраля 1957 — назначен апостольским интернунцием в Индии);
- монсеньор Гастоне Можайски Перрелли — (1957 — 1959 — назначен апостольским делегатом в Конго и Руанде-Урунди);
- Гвидо дель Местри, титулярный архиепископ Тускамии — (3 октября 1959 — 27 октября 1965 — назначен апостольским пронунцием).

### Апостольские пронунции
- Гвидо дель Местри, титулярный архиепископ Тускамии — (27 октября 1965 — 9 сентября 1967 — назначен апостольским делегатом в Мексике);
- Пьерлуиджи Сарторелли, титулярный архиепископ Семины — (9 ноября 1967 — 16 января 1976, в отставке);
- Агостино Каччавиллан, титулярный архиепископ Амитерно — (17 января 1976 — 9 мая 1981 — назначен апостольским пронунцием в Индии);
- Джузеппе Феррайоли, титулярный архиепископ Вольтурно — (21 июля 1981 — 1982 — назначен официалом Государственного секретариата Ватикана);
- Клементе Факкани, титулярный архиепископ Серра — (27 июня 1983 — 31 декабря 1995, в отставке).

### Апостольские нунции
- Джованни Тонуччи, титулярный архиепископ Торчелло — (9 марта 1996 — 16 октября 2004 — назначен апостольским нунцием в Дании, Исландии, Норвегии, Финляндии и Швеции);
- Ален-Поль-Шарль Лебёпен, титулярный архиепископ Вико Экуенсе — (14 января 2005 — 23 июня 2012 — назначен апостольским нунцием при Европейском союзе);
- Чарльз Дэниэл Бэлво, титулярный архиепископ Кастелло — (17 января 2013 — 21 сентября 2018 — назначен апостольским нунцием в Чехии);
- Хубертус Матеус Мария ван Меген, титулярный архиепископ Новалицианы — (16 февраля 2019 — по настоящее время).